# Brechites
Brechites is een geslacht van tweekleppigen uit de familie van de Penicillidae.

## Soorten
- Brechites attrahens (Lightfoot, 1786)
- Brechites australis (Chenu, 1843)
- Brechites nagahamai (Kosuge, 1979)